# Blame it on the boogie/Circus music
Blame it on the boogie/Circus music è un singolo di Rita Pavone, pubblicato dalla RCA Italiana nel 1979.

## Blame it on the boogie
Blame it on the boogie era la sigla della trasmissione televisivadella Rete 2 Buonasera con... Rita al Circo, serie di appuntamenti televisivi per ragazzi condotti di volta in volta da un personaggio diverso dello spettacolo.
Il brano è una cover dei The Jacksons, arrangiato da Franco Micalizzi, fu prodotto da Gewarsa International.

## Circus music
Circus music è la canzone pubblicata sul lato B del singolo, scritta con un testo in inglese, da Marcello Ciorciolini, Michael Fraser, Romolo Siena, Susan Duncan-Smith e Franco Micalizzi, che ne è anche l'arrangiatore, anch'essa interpretata dalla cantante all'interno della trasmissione.